# Scrophularia moellendorffii
Scrophularia moellendorffii är en flenörtsväxtart som beskrevs av Carl Maximowicz. Scrophularia moellendorffii ingår i släktet flenörter, och familjen flenörtsväxter. Inga underarter finns listade i Catalogue of Life.